# Грамота Президиума Верховного Совета БССР
Грамота Президиума Верховного Совета БССР и Почётная грамота Президиума Верховного Совета БССР (бел. Грамата Прэзідыума Вярхоўнага Савета БССР і Ганаровая грамата Прэзідыума Вярхоўнага Савета БССР) — государственные награды Белорусской ССР.

## Описание
Государственные награды Белорусской ССР, которыми отмечали отдельных граждан, предприятия, учреждения, организации, коллективы трудящихся, населённые пункты за успехи в развитии народного хозяйства, науки и культуры, за активную трудовую и общественно-политическую деятельность и за другие заслуги. Также награждались воинские части и соединения за высокие показатели боевой и политической подготовки, активное участие в выполнении народно-хозяйственных задач.